# Bodholmen, Kimitoön
Bodholmen är en holme i Finland. Den ligger i kommunen Kimitoön i landskapet Egentliga Finland, i den södra delen av landet, 140 km väster om huvudstaden Helsingfors.
Bodholmen sitter ihop med Kimitoön genom en sank landtunga och skiljer Bodholms fjärden från Sunnanåviken. Landtungan har fyllts ut med en vägbank för en enskild väg till fastigheten Rauhala på Bodholmen.